# Lacertaspis lepesmei
Espèce
Synonymes
- Lygosoma lepesmei Angel, 1940

Lacertaspis lepesmei est une espèce de sauriens de la famille des Scincidae.

## Répartition
Cette espèce est endémique du Cameroun.

## Étymologie
Cette espèce est nommée en l'honneur de Pierre Lepesme.

## Publication originale
- Angel, 1940 : Deux nouvelles espèces de Lygosoma du Caméroun, matériaux de la mission P. Lepesme, R. Paulian et A. Villiers (1re note). Bulletin du Muséum national d'histoire naturelle de Paris, 2e Série, vol. 12, p. 82-85.